# Krabi Airline
Krabi Airline (o Kair) es una nueva aerolínea tailandesa, que tenía previsto iniciar sus servicios comerciales en junio de 2009, pero el vuelo inaugural fue postergado sine die.
El estado de operación de Krabi Airline ha sido permanentemente retrasado, con vuelos comerciales regulares que en inicio iban a ser iniciados el 1 de noviembre de 2007.  En diciembre de 2008, su primer vuelo regular estaba previsto que aterrizase en el Aeropuerto de Oslo Gardermoen en febrero de 2009, pero fue mças tarde retrasado al 10 de junio de 2009, y, en septiembre de 2009, los vuelos aún no habían sido iniciados. Krabi Air tenía previsto iniciar sus vuelos al segundo destino, Múnich, el 12 de junio de 2009. Ambos tienen como origen el Aeropuerto de Krabi.
Krabi Airlines operará aviones Boeing 767-300ER.